# フィフティーン・ラブ
『フィフティーン・ラブ』は塀内夏子（当時は「塀内真人」名義）による日本の漫画作品。1984年から1986年にかけて『週刊少年マガジン』（講談社）にて連載されていた。コミックスは少年マガジンコミックス（講談社）全11巻が刊行されている。1991年から1992年にかけてKCスペシャル（講談社）全6巻が刊行されている。
中学2年4月にして100メートル走の中学タイ記録をもっていたヒロが、テニスに転向し、米国にテニス留学し、ライバルたちと切磋琢磨して世界一のプレーヤーを目指す、熱血スポーツ漫画。16歳時のウインブルドンで大団円を迎える、若者のサクセス&ラブストーリーである。なぜか全豪オープンは、モーリスコーチの経歴以外には登場しない。
連載時の人気の高さから、LPレコードでイメージアルバムも発売されている。

## あらすじ
九童一也との出会い
100メートル走の中学タイ記録をもっているヒロは、大師中の九童とテニスの練習試合をすることになる。九童の最初サービスを強力なフラットでリターンし驚かせるが、試合にはならず、九童は続きがやりたければコートにこいと言い残す。ヒロはテニス部に鞍替えし、神奈川県の中体連に出場する。決勝でヒロは足とフォアハンドの強打で九童と互角に戦うが惜敗する。しかし、この試合を観戦していたモーリス・ギルバートにスカウトされ、米国のテニスアカデミーで学ぶことになる。
オレンジボウル
ヒロはモーリスの指示でオレンジボウルを目指し、得意のフォアストロークに磨きをかける。ヒロは危険地区でロリアーナ、ロビン、デビーと出会い、オレンジボウルの役者がそろう。ヒロは「キャノン・ボーイ」、デビーも「野生の黒豹」と呼ばれ、デビュー戦を飾る。自分の弱みを見せまいと周囲はみんな敵だと強がるヒロに対して、リックは「テニスはひとりじゃないよ、敵と二人だ」と諭す。ヒロはデビー、リックを破り、決勝で天才ロビンと対戦する。炎天下で第3ゲームのタイブレークまでもつれ込み、ロビンはテニスに対する熱さを思い出す。敗れたロビンは握手を求め、「心より体が先に熱くなった」と語る。試合後にロリはヒロに想いを伝える。しかし、全英ジュニアでロリは「天才ロビンは死んだわ」と意味深な言葉を残す。デビーはロビンが練習により、自分のテニスの強さである天才のひらめきを狂わしてしまったとヒロに話す。
全米オープン
ヒロはかろうじて全米オープンのワイルドカード（主催者推薦）を取り付ける。この大会には、過去の栄光を捨て、家族とも別れ、テニスを通じて人生の興奮する瞬間を求めて米国に亡命したロビンも参加している。予選3回戦でヒロはロビンと対戦する。試合開始のコールがあった直後、チェコスロバキアの関係者がコートに入り、ロビンを連れ出そうとするが、ヒロは彼らをコートから追い出す。試合はヒロが圧倒するが、ストロークの中でロビンは過去のタッチを取り戻し、復活の手ごたえをつかむ。ヒロとデビーの試合は、一進一退の接戦となり、4時間にわたる熱戦を制する。デビーはネットに歩み寄り握手を求める。4回戦でヒロは王者フィッツ・ロイに完敗し、圧倒的な力の差を知ることになる。
全仏オープン
1回戦でヒロはバグジーと対戦し、バグジーからリックが再起不能と聞かされ集中力が途切れて敗れ、コーチから謹慎を言い渡される。ビリーとエイミと踊りに行ったとき、アプローチショットの重要さをヒントにしてヒロは「打ってから走るのではなく、走りながら打つ」アプローチを考え付く。その帰りにエイミは交通事故に遭い死亡する。ヒロは全英オープンの前哨戦となるグラスコート選手権を棄権し、デビーは行方不明のまま不参加となる。ヒロはリックの肘の件とエイミの交通事故は自分に関わったせいだと思うようになり、全英オープンの棄権をモーリス・コーチに伝えるが、リックから肘の手術が成功したこと、何が起ころうとテニスへの情熱を無くしてはいけないと諭され、参加を決める。デビーも自分にはもうテニスしか残されていないことに気が付く。
全英オープン（ウインブルドン選手権）
全英オープンの第1シードはフィッツ・ロイ、第2シードはビリー・ジャクソンとなっている。1回戦でヒロはベースラインの打ち合いから走りながらライジングを打つアプローチを少しずつ磨いていく。2回戦で新しいリターン&ネットのタイミングを完成させ、記者会見では「ヒロミ・スペシャル」という名前だけをコメントする。3回戦で「ヒロミ・スペシャル」を丁寧に使うことを学び、大砲の扱い方をマスターする。ロビン、デビー、竜飛、バグジーもベスト8に残る。ロビンは「チェコスロバキアの新聞には7人の名前しか載らないけれど、両親は残る1人が自分だと気づいてくれる」と話す。
準々決勝でヒロはバグジーと対戦し、相手の悪いくせを見破り勝利する。ロビンは準々決勝でデビーと対戦する。その前にロリのところにチェコスロバキアから手紙が届く。ロビンの両親はロビンの活躍を知っており、準々決勝の試合は西ドイツのTV放送で見ることができると書かれている。二人の戦いは持てる力を出し切るものになり、3-1でデビーが勝利する。デビーはネットに歩み寄り手を差し出すロビンに素直に応じることができない。控室でデビーは負けたような表情をしている自分に気が付く。
ヒロは準決勝でビリーと対戦する。ビリーのサーブ&ボレーに対してヒロは新しいジャンピング・サーブで対抗する。第1セットを6-3で取られるものの、第2セットはワンチャンスをものにして取り返し、さらに第3セットを取る。第4セットにビリーはバックスピン・ドロップと鋭角リターンによりあっさり取り返す。第5セットでヒロはフットワークを武器に戦い、ビリーは得意のドロップを自ら封印し、アメリカの荒鷲にふさわしいサーブ&ボレーのスタイルでプレーする。両者の精魂をかけたプレーは第22ゲームで決着し、ヒロは決勝に進む。試合後、ビリーは大事なときにプレッシャーに弱いという唯一の弱点が出たと話す。
一方、センターコートではデビーとフィッツ・ロイが準決勝で対決する。しかし、デビーは戦うことの目的を見失っており、プレーは精彩を欠き2セットを失い、第3セットも1-4と追いつめられている。準決勝を終えたヒロが最前列からデビーと叫び、デビーはヒロが勝利したことを知る。ヒロと戦いたい、ヒロを破り手を出させたいとの思いからデビーは精神的に立ち直り、このセットを取る。しかし、次のセットではロイの「第六感」により、コースを読まれ1-3で敗退する。控室でデビーはヒロに胸の内を語り、最後に「決勝がんばれよ、応援するから」とつぶやくように告げる。
ロリは決勝で女王ライザと対戦し、第2セットは善戦するものの敗れる。控室でヒロからよくがんばったねと声を掛けられ、ロリは怖かったとヒロに抱きついて泣く。センターコートの芝を見ているヒロのところにデビーとビリーがやってきて、勝てとは言わないがせめて2セットを取れよと言い残す。
決勝戦でヒロはロイに翻弄され2セットを失う。そこでヒロは自分のテニスの原点を思い出し、「Hit the ball. Have a go!」とつぶやく。第3セットでヒロはひたすらボールを追い、懸命のプレーを続けタイブレークをものにする。第4セットでロイは裸足となり、野生のプレーでヒロを5-0と圧倒する。ヒロはロイの「野生のカン」に対して、磨いてきた予測能力でロイのプレーを読むようになり、2ゲームを連取する。第8ゲームでヒロはボールに負けてラケットをはじかれる。あわててラケットを拾い、打ったボールはドライブがかかり、ロイがミスする。ヒロはグリップの違いに気が付き、「ヒロミ・スペシャル」にドライブを加えてポイントをあげ、気魄の差で第4セットを取る。第5セットは伯仲したゲームとなり、その中でヒロはショットを読み、最短距離でボールに追いつくテニス脚も進化させる。ヒロはこのセットを6-3で取り、史上最年少（16歳6か月）の優勝を果たす。

## 主な登場人物
松本広海（通称・ヒロ）
本作品の主人公。100メートル走の中学タイ記録を持っていたが、九童一也の影響でテニス部に転向する。県大会で九童に惜敗し、モーリス・ギルバートにスカウトされ、単身渡米する。持ち前の俊足と、パワフルなフラットボールを繰り出すフォアハンド・クロスに加え、ヒロミ・スペシャルにより16歳6か月にしてウインブルドン選手権で最年少優勝を果たす。
九童一也
7歳のときからテニスを始め、中学3年生にして全日本ランキング2位の実力を持つ。ヒロに、テニスに最も大事なこととして、第1にコントロール、第2にコンビネーション、第3にコンセントレーション（精神集中）だと教える。単身渡米するヒロに、4番目に大事なこととしてコンフィデンス（自信）だと教える。
ロリアーナ・バイスフロク（通称・ロリ）
チェコスロバキアの女子テニス・プレイヤーで、11歳のときから女子ジュニア・ナンバー1の座につく。ヒロとはオレンジボウルで知り合い、互いに好意を抱き合うようになる。ウィンブルドン選手権の決勝で、女王ライサ・ハーゲンに敗れるが、試合終了後、ようやくヒロと想いを確かめ合うことができる。
デビー・コステン
スラム街出身のテニス・プレイヤー。親はおらず、妹のエイミと暮らしている。俊敏でしなやかな身のこなしと濃い肌色から、「野生の黒豹（くろひょう）」の異名を持ち、ヒロの一番のライバル。強烈なバック・ハンドストロークと左利き特有のクセのあるサーブを武器とするネット・プレイヤー。ウインブルドン選手権では準決勝に進出する。
ロビン・ザンダー
チェコの天才テニス・プレイヤー。オレンジボウル時点のジュニア・ナンバーワンで、ラケットの見えない極端なクローズド・スタンスから繰り出す、球種の予測ができないサーブを武器とするネット・プレイヤー。オレンジボウルの決勝戦でヒロに敗れた後、極度のスランプに陥り、単身アメリカに亡命する。ヒロとの試合で復活の手ごたえをつかみ、ウインブルドン選手権ではベスト8に進出する。
リチャード・ウルフ（通称・リック）
ネイティブ・アメリカンの血を引くアメリカのテニス・プレイヤー。髪の毛と名前から「マダラ狼（おおかみ）」の異名を持つ。強烈なループスイングから繰り出すトップスピンを武器とする典型的なベース・ライナー。オレンジボウルでヒロに敗れるが、ヒロの一番の親友になる。
バグジー・アーロン
「氷の貴公子」と呼ばれるスウェーデンのテニス・プレイヤー。スウェーデン選手独特のトップスピンの利いたストロークが特徴で、とくにベースラインぎりぎりに落とすトップスピン・ロブは「芸術品」と言われる。
ビリー・ジャクソン
「アメリカの荒鷲（あらわし）」「アメリカン・ドリーム」「歩く星条旗」と呼ばれ、ATPランキングは不動のナンバー2。サーブ&ボレーと鋭角リターンが武器で、フィッツ・ロイから「ビリーほどテニスのうまいやつはいない」「実力だけならヤツは世界一だ」と評されているが、プレッシャーに弱いという致命的な弱点によりナンバー2に甘んじている。
フィッツ・ロイ
「黄金の鷹（たか）」「アルゼンチンの巨峰」と呼ばれ、ATPランキングは不動のナンバー1。サーブ、パッシング、ボレーなどすべてに優れているが、とくに「第六感」により相手の球筋を感じてのリターンが得意なため、リターン・キングとも呼ばれる。23歳でウィンブルドン選手権3連覇を成し遂げるが、ヒロに4連覇を阻まれる。

## 書誌情報
- 塀内夏子『フィフティーン・ラブ』講談社〈少年マガジンコミックス〉、全11巻[2]。
  1. 1984年6月18日第1刷発行、ISBN 4-06-172972-1
  2. 1984年7月18日第1刷発行、ISBN 4-06-172982-9
  3. 1984年9月18日第1刷発行、ISBN 4-06-172991-8
  4. 1984年11月18日第1刷発行、ISBN 4-06-173005-3
  5. 1985年1月18日第1刷発行、ISBN 4-06-173018-5
  6. 1985年3月18日第1刷発行、ISBN 4-06-173029-0
  7. 1985年7月18日第1刷発行、ISBN 4-06-173056-8
  8. 1985年10月18日第1刷発行、ISBN 4-06-173079-7
  9. 1985年12月17日第1刷発行、ISBN 4-06-173100-9
  10. 1986年2月18日第1刷発行、ISBN 4-06-173119-X
  11. 1986年4月18日第1刷発行、ISBN 4-06-173136-X

- 塀内夏子『フィフティーン・ラブ』講談社〈KCスペシャル〉、全6巻[1]。
  1. 1991年12月発行、ISBN 978-4063055672
  2. 1992年1月発行、ISBN 978-4063055689
  3. 1992年2月発行、ISBN 978-4063055696
  4. 1992年3月発行、ISBN 978-4063055702
  5. 1992年4月発行、ISBN 978-4063055719
  6. 1992年5月発行、ISBN 978-4063055726